# الهيئة السودانية لتوزيع الكهرباء
انشئت الشركة السودانية لتوزيع الكهرباء بتاريخ 28يونيو عام 2010 بقرار رقم 169صادر من مجلس الوزراء والذي قضي بالغاء امر تاسيس الهيئة القومية للكهرباء وايلولة كل عقارات ومنقولات وحقوق والتزامات الهيئة القومية للكهرباء وكافة الشركات المنشاة في مجال الكهرباء وقد عملت الشركة السودانية لتوزيع الكهرباء المحدودة علي توفيق اوضاعها للعمل وفقا للمعايير العالمية من خلال اعداد خططها مع وضع الاعتمادات المالية التي تفي بانزال الخطة الي ارض الواقع مع ضمان ايجاد التنظيم الاداري الامثل من حلال تحديد الانشطة وحجم المطلوب الذي انعكس في الهيكل التنظيمي للشركة وتحديد المسؤليات والصلاحيات عبر الوصف الوظيفي لكافة مستويات العمل المطلوب.

## اغراض الشركة الاساسية
توزيع وبيع وتسويق الكهرباء للمستهلكين.
الاستثمار في صناعة وتجارة المعدات والاجهزة المستخدمة في صناعة توزيع الكهرباء.
توطين التقانة الحديثة وترقية الاداء وبناء القدرات الفنية والمهارات البشرية.
زيادة الناتج المحلي من خلال زيادة الإنتاج وتحسين الانتاجية.

## الخدمات التي تقدمها الشركة
خدمات إلكترونية، خدمة إعادة طباعة إيصالان الشراء، خدمة فاتورة مشتركي الدفع المقدم، خدمة طلبات التوصيل الجديدة وخدمة كشف حساب كبار الزبائن، خدمة الشراء بواسطة كروت الشحن وخدمة حساب الطاقة المستهلكة.

## ادارات واقسام الشركة
المدير العام.
الإدارة القانونية.
المراجعة الداخلية.
التطوير الإداري والجودة.
المكتب التنفيذي.
إدارة تقنية المعلومات.
قسم الاعلام والعلاقات العامة.
إدارة الخدمات الفنية.
إدارة التحكم الالي.

## الادارات العامة للهيكل التنظيمي
الإدارة العامة للشؤن التجارية.
الإدارة العامة للتخطيط والمشروعات.الإدارة العامة لتوزيع كهرباء ولاية الخرطوم.
الإدارة العامة لتوزيع كهرباء الولايات.
الإدارة العامة للموارد البشرية والادارية والمالية والامدادات.
كما عملت الشركة علي إنشاء بعض المشاريع لرفع جودة الخدمات
مثل: مركز خدمات الزبائن ونظم المعلومات الجغرافية والطاقة الشمسية متمثلة في إدارة كهرباء الريف وكهرباء المشاريع الزراعية.